# Minowanie
Minowanie – proces zakładania pola minowego lub zagrody minowej obejmujący przygotowanie min, uzbrojenie ich i ustawienie. Wynikiem minowania jest zaminowanie obiektu, ustawienie pojedynczych min lub pola minowego. Pole minowe może być zakładane na morzu bądź na lądzie.
Minowanie może być stałe lub manewrowe. Minowanie stałe polega na stawianiu pól minowych na rubieżach określonych wcześniej w ogólnym planie minowania. Minowanie manewrowe polega na tworzeniu pól minowych w toku walki na rubieżach lub kierunkach nie przewidzianych do minowania stałego. 
Ze względu na różnorodność typów min lądowych bardzo różne są techniki minowania od ręcznego zakopywania min do minowania narzutowego.
Minowanie wykonują najczęściej specjalnie przygotowane pododdziały wojsk inżynieryjnych a żołnierze, którzy wykonują minowanie zwani są saperami. Dla osłony własnych pozycji i rejonów rozmieszczenia minowanie wykonują również inne rodzaje wojsk. 

## Morskie pole minowe
Minowanie na wodzie polega na ustawieniu odpowiedniej liczby min morskich przez okręty na zaminowywanym akwenie. Zaminowany akwen nazywa się zagrodą minową. Wykorzystuje się do tego albo specjalne okręty zwane stawiaczami min albo okręty, które oprócz swoich normalnych funkcji są przystosowane do stawiania min, najczęściej trałowce, niszczyciele a nawet okręty podwodne.

## Lądowe pole minowe
Minowanie na lądzie polega na umieszczeniu min odpowiedniego typu w obszarze pola minowego. Oprócz pól minowych minuje się też punkty lub przedmioty, szczególnie przy użyciu min pułapek.